# Karl Friedrich Wilhelm von Wolffersdorff
Karl Friedrich Wilhelm von Wolffersdorff, auch Carl Friedrich Wilhelm von Wolfersdorf, (* 5. September 1775 in Merseburg; † 15. September 1852 in Röhrsdorf (Dohna)) war Erb-, Lehn- und Gerichtsherr auf Altscherbitz, Domherr des Stifts Merseburg und adeliger Kreissteuereinnehmer im Thüringischen Kreis sowie Besitzer der Güter Ober- und Unterschmon.

## Leben
Er stammte aus dem vogtländischen Adelsgeschlecht von Wolffersdorff und war der Sohn von Carl Bernhard von Wolffersdorff (1726–1796) und dessen Ehefrau Albertine Antonie Charlotte von Waldow (ca. 1735–1808). 
Karl von Wolffersdorf gehörte 1813 dem Ober-Kammerherrn-Departmant an.
Er heiratete am 11. Dezember 1797 Caroline Wilhelmine von Carlowitz aus dem Hause Röhrsdorf (1776–1843), Tochter von Georg Heinrich I. von Carlowitz und Karoline Henriette von Rechenberg. In der Kirche Röhrsdorf befindet sich heute noch ein Epitaph von ihr. Aus der Ehe stammt der Sohn Wolf von Wolffersdorf (1802–1874), verheiratet mit Hedwig Keck von Schwarzbach (1822–1883). Ihre einzige Tochter Margarete war zweimal verheiratet, mit iht starb diese Wolffersorffsche Unterlinie aus. Der Sohn Wolf von Wolffersdorf war kgl. sächs. Kammerjunker und wie der Vater Domherr zu Merseburg. 
Seinen Lebensabend verbrachte er auf dem Stammgut seiner Frau, der er 1812 das väterliche Gut Altscherbitz übertrug.